# Hippopotamus
Hippopotamus é um gênero de mamífero da família Hippopotamidae. Contém apenas uma espécie atual.

## Espécies
- Hippopotamus amphibius Linnaeus, 1758
- †Hippopotamus antiquus Desmarest, 1822
- †Hippopotamus creutzburgi Boekschoten e Sondaar, 1966
- †Hippopotamus minor Desmarest, 1822
- †Hippopotamus melitensis Major, 1902
- †Hippopotamus pentlandi Von Meyer, 1832
- †Hippopotamus lemerlei Grandidier, 1868
- †Hippopotamus laloumena Fauré e Guerin, 1990
- †Hippopotamus gorgops Dietrich, 1928